# Khiamien
Objets typiques
Pointe de flèche d'El Khiam
Le Khiamien est une culture mésolithique du Proche-Orient. Il marque la transition entre le Natoufien et le Néolithique au sens strict, tout en étant parfois rattaché à ce qu'on appelle le Néolithique précéramique A ou NPCA. Le Khiamien s'étend selon les auteurs entre environ 10 000 et 9 500 ans av. J.-C.. Son nom vient du site archéologique d'El Khiam, au sud de la Cisjordanie.
Tant d'un point de vue architectural que du mode de production, la plupart des caractéristiques de la période natoufienne se prolongent au Khiamien, qui est cependant marqué par un nouvel armement lithique, par une légère évolution des habitations, et par la « Révolution des symboles ».

## Historique
Dans le Levant sud, la période dénommée NPCA par Kathleen Kenyon en 1957 succède au Natoufien. Du Natoufien, le NPCA hérite notamment des maisons rondes ou ovales aux murs de pierre, de pisé ou de briques. Néanmoins, de nouvelles recherches (notamment des datations par C14) mettent en lumière divers éléments jusque-là ignorés et démontrent que, dans la partie centrale du Levant Sud, se développent plusieurs cultures dont le Sultanien et le Khiamien.

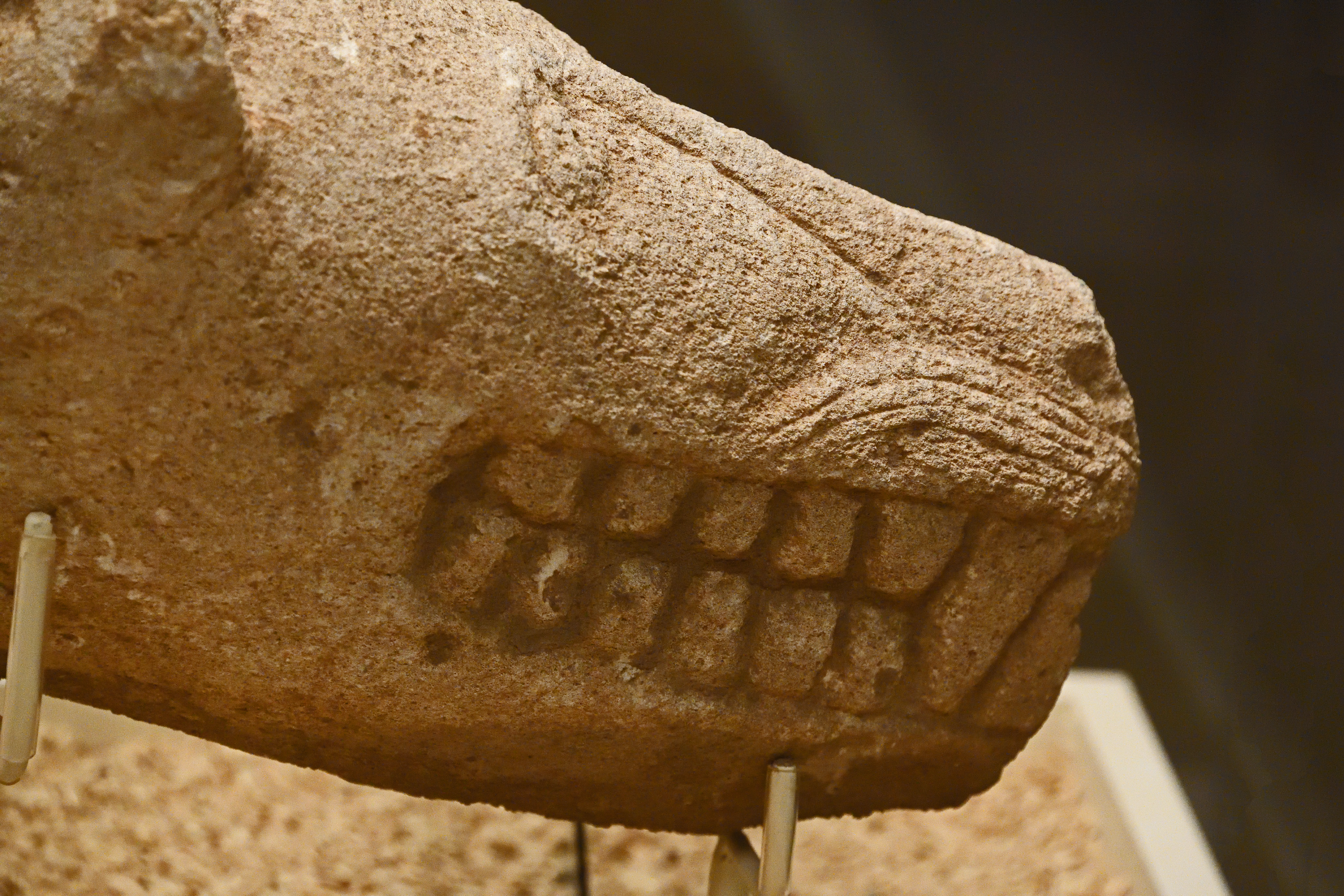
Statuette issue du site archéologique de Göbekli Tepe dans le sud de la Turquie à la frontière avec la Syrie.

Le terme « Khiamien », d'abord appelé « Natoufien IV » par Jean Perrot pour définir un « épinatoufien », est utilisé pour caractériser le niveau IV du site d'El Khiam et définit une phase intermédiaire entre le Natoufien final et le Tahounien. Quant au terme « épinatoufien », il est utilisé par Marie-Claire Cauvin pour désigner les industries de flèches à encoches – appelées « Pointes d'El-Khiam » par Joaquín González Echegaray – qui apparaissent juste après le Natoufien.
En 1981, jugeant le critère culturel insuffisant pour une délimitation temporelle précise, le préhistorien israélien Ofer Bar-Yosef, suggère une définition du Khiamien se basant sur l'industrie lithique propre à cette époque, où des lames de dimensions plus grandes apparaissent et où le nombre de perçoirs augmente au détriment des lamelles à dos et des segments propre à l'industrie microlithique du Natoufien. La pointe d'El-Khiam apparaît également. Pour Ofer Bar-Yosef, le Khiamien, géographiquement centré en actuelle Cisjordanie dans la moyenne et basse vallée du Jourdain, précède le Sultanien.
Longtemps considéré comme une phase de transition entre le Natoufien et le PPNA, le Khiamien est depuis peu intégré au PPNA. Les sites à pointes d'El-Khiam en Palestine sont attribués au Khiamien et, géographiquement, s'étendent du delta du Nil au Moyen-Euphrate. Les principaux sites archéologiques relatifs au Khiamien sont Mureybet IB et II, Salibiyah IX et Hatoulah.

## Mode de subsistance
Même si les premières expériences agricoles ou de domestication animale semblent avoir lieu dans les alentours du Jourdain durant le Khiamien ou même au Natoufien,, la chasse et, dans une moindre mesure, la pêche demeurent les sources principales de denrées animales. Il s'agit d'une « petite chasse » composée d'oiseaux et sans doute de gros rongeurs et de hérissons.

## Armement lithique
L’armement en pierre se transforme et l'on voit apparaître de nouvelles pointes de flèches, qui reflètent probablement de nouveaux modes de chasse : les pointes d'El Khiam. C'est à El-Khiam que sont découvertes les plus anciennes pointes de flèches en silex à encoches latérales, dites « pointes d’El Khiam ». Ces pointes constituent le fossile directeur de cette culture. Elles ont été découvertes dans des sites d'Israël, de Jordanie (Azraq), du Sinaï (Abu Madi), du Moyen-Euphrate (Mureybet). Ces pointes sont classées en deux types distincts : les pointes à base concave ou les pointes à base rectiligne retouchée. Elles sont caractérisées par trois critères : elles comportent toutes une paire d'encoches proximales, elles ont une base tronquée et les bases ont des retouches abruptes ou semi-abruptes,.

## Habitations
Durant le Natoufien sont apparus les villages pré-agricoles sédentaires. On n'y décèle encore aucun indice de production de subsistance mais quelques animaux comme le chien y sont domestiqués. Les habitations du Khiamien (et plus spécialement à Mureybet II et Abu Madi), sont proches de celles du Natoufien, rondes ou ovales mais, cette fois, construites au niveau du sol, elles ne sont plus systématiquement enterrées comme précédemment. Ce qui implique la création d'une « terre à bâtir » afin de cimenter les pierres de construction, le pisé ou les briques des murs.

## La révolution des symboles
C'est sur le site syrien de Mureybet que l'aspect artistique du Khiamien est le mieux étudié. Les archéologues y ont trouvé les premières figurines en argile cuite, un matériau qui ne sera utilisé couramment que 2 000 ans plus tard dans le cadre de la confection de poteries,.
L'historien et archéologue Jacques Cauvin constate l'apparition au cours du Khiamien de figurines féminines (El Khiam, Salibiyah IX, Gilgal, Nahal Oren, Mureybet II, puis Mureybet IIIA entre 9500 av. J.-C. et 9000 av. J.-C.) et de crânes d'aurochs enfouis dans les maisons de Mureybet. Plus nombreuses et réalistes qu'auparavant, ces figurines mises en relation avec, notamment, les trouvailles relatives à des périodes ultérieures comme le VIIe millénaire av. J.-C. à Çatal Höyük, le poussent à en déduire l'émergence d'un culte de la Femme et du Taureau. Sorte d'idéologie observable sous diverses expressions à travers tout le Néolithique du Proche-Orient où le taureau, rarement considéré comme un gibier à l'époque représente un pendant masculin aux femmes représentées par les figurines. L'archéologue et préhistorien Jean-Paul Demoule souligne même que ce couple femme-taureau se retrouve bien plus tard dans les mythes et religions orientales de la période historique, connus cette fois grâce à l'écriture,. L'agriculture n'étant pas encore pratiquée au Khiamien, les femmes — éventuellement déesses — représentée par ces figurines ne peuvent pas être des divinités agraires, cependant, elles témoignent de la progressive séparation de l'homme et de la nature. C'est ainsi que se produirait, au Khiamien, ce que Jacques Cauvin appelle la « Révolution des symboles ». Pour lui, l'arrivée de ces figurines féminines et des taureaux sont les indices d'une nouvelle perspective des rapports qui existent entre l'homme et la nature. Perspectives qui amènent lentement les habitants du Khiamien vers le Néolithique.
Pour Jean-Paul Demoule, l’apparition de l'agriculture par la révolution des symboles, même si elle est possible, n'est pourtant pas suffisante : si une « révolution » est présente, elle doit se comprendre dans un contexte plus large que la religion et l’apparition de nouvelles formes de figurines. Les changements climatiques et d'organisation sociale de hameaux de plus en plus larges qu'imposent une progressive occupation des espaces sont également à prendre en compte.
L'historien Alain Testart, de son côté, conteste l’apparition d'un courant religieux centré sur la déesse et le taureau par le fait que des figurines représentant des femmes sont observables pour toutes les périodes de l'histoire humaine. Les femmes sont représentées depuis les premiers âges de l'homme jusqu'à nos jours sans qu'elles soient pour autant considérées comme des divinités. Alain Testart remarque, par ailleurs, que le taureau se trouve toujours en position dominée et n’évoque en rien l’idée d’un « dieu-taureau ». Prenant pour exemple des études ethnographiques des communautés actuelles, l'historien démontre que le taureau est souvent considéré comme animal sacrificiel. Et donc, même s'il voit dans ces objets un témoignage de la domination que l'humain commence à exercer sur la nature, rien n'y justifie l'origine d'un culte ou d'un mythe d'une déesse et d'un taureau.